# 梨叶橐吾
梨叶橐吾（学名：Ligularia pyrifolia）为菊科橐吾属下的一个种。

## 扩展阅读
維基物種上的相關：梨叶橐吾